# Babylon (David Gray)
Babylon è un singolo del cantautore britannico David Gray, pubblicato il 12 luglio 1999 come secondo estratto dal quarto album in studio White Ladder.
Il 12 giugno 2000 ci fu una riedizione del brano, pubblicata come quarto singolo estratto dallo stesso album.

## Successo commerciale
Il singolo ottenne successo a livello mondiale.